# 洛貴人
洛貴人（？—?年），出身暫不詳，康熙帝之貴人。

## 生平
出生日期暫不詳。康熙年間被聖祖臨幸，初始位份待考。目前僅知康熙四十六年的檔案中並未有以「勒」或「洛」字作為稱號的常在，某氏應在此日期之後封為洛常在。目前僅知雍正九年正月已為洛常在，乾隆元年正月已被尊封為洛貴人，位下官女子三人。
乾隆年間，太監趙國寶看宮女七格不順眼，便跑到主子洛貴人那裡告發宮女七格偷偷拿了主子的白蠟。主子就找來了總管太監和首領太監，將宮女七格責罰八十板子，並且攆出宮。
乾隆十五年八月初十日，太監趙國寶因向洛貴人頂嘴而被交給本宮首領太監管教，私下抱怨洛貴人時，不料被交惡的內務府都虞司柏唐阿領催沈常韶之女官女子五妞聽到，並且向洛貴人告發他在背後辱罵主子；九月初五日，趙國寶密告洛貴人稱五妞每晚二更、三更時分經常偷偷的在香爐里燒香禱告，並且曾經偷過洛貴人身邊的一些小物件，主子對宮女很不滿意。當晩二更，五妞因不想像以前趙國寶告發的宮女七格般被打八十大板後逐出宮而到趙國寶住處，用小刀自刎尋死，高宗命宮女五妞在東長房當差，專門伺候年老有病的女子，所有應發宮分都不用發給，永遠不許出宮。乾隆二十年或之前已去世，乾隆二十二年十月二十五日巳時入券。

## 備註
1. ↑  《陵寢易知》及《昌瑞山萬年統志》中，均被記作「勒貴人」，而不少檔案則記作「洛貴人」，蓋因聖祖嬪位以下後宮的漢文稱號大多是由滿文發音轉寫而來，故同一個人物的漢文稱號會有不止一種寫法。
2. ↑  十三歲就入宮伺候寧壽宮西所的洛貴人，時年十八歲。幫趙國寶漿洗衣物的宮女巴顏珠因服役年滿而出宮後，被他強迫漿洗他的衣物。平日里當差及做事時，只要稍有不好的地方，就會辱罵她。乾隆二十一年的宮中雜件中已不見東長房女子之名，疑似已去世。
3. ↑  《宮中雜件》467 4—85 第1251號中，寧壽宮洛貴人之名不見於乾隆二十一年后妃宫分，並且該年沒有止退洛貴人位下宮女的記載。